# ANNM (amonijum-nitrat i nitrometan)
ANNM (amonijum-nitrat i nitrometan) je mešani eksploziv.
Ovaj dvokomponentni eksploziv ima veliku brizantnost. Brzina detonacije od oko 6.300 m/s je viša nego kod dinamita. Smatra se sigurnim i neosetljivim na rukovanje. Ima gustinu od 1,2 g/cm³ i sastoji se uglavnom od homogene mešavine fino mlevenog, suvog amonijum-nitrata i čistog nitrometana u masenom odnosu 3:1.  Dodavanjem čiste sumporne kiseline u odnosu 40:40:20 brizantnost se može značajno povećati, ali eksploziv postaje vrlo osetljiv zbog kiselog medijuma. ANNM je skuplji od sličnih ANC eksploziva. Kao i drugi eksplozivi na bazi amonijum-nitrata, ANNM je higroskopan, ali zbog hidrofobnog nitrometana samo blago. Za detonaciju mešavine je potrebna detonatorska kapisla.
Tokom bombaškog napada na zgradu Murah Federal u Oklahoma Sitiju 1995. godine, Timoti Makvej je upotrebio improvizovanu bombu tešku 2,4 tone, čiji sastav je bio pripisan ANNM-u. 

## Priprema
Ovo je najjači eksploziv među mešavinama amonijum-nitrata. Mešavina se obično pravi u odnosu 6:4 (60% amonijum-nitrata i 40% nitrometana po težini). Nedostatak mešavine u ovoj proporciji je maziva konzistencija. Ponekad se koristi mešavina sa većim sadržajem amonijum-nitrata kako bi se smanjila tečnost i olakšalo skladištenje. ANNM je osetljiviji na udarce od ANFO-a (mešavine amonijum-nitrata i goriva). Tokom detonacije glavni produkti su H2O, CO2, N2:
3NH4NO3 + 2CH3NO2 → 4N2 + 2CO2 + 9H2O
Ponekad se zbog zagađivača, oslobađaju otrovni gasovi.

## Upotreba
Sastojci ANNM-a, amonijum-nitrat i nitrometan, obično se skladište i transportuju odvojeno radi bezbednosti. Amonijum-nitrat spada u klasu opasnih oksidirajućih supstanci, dok nitrometan spada u kategoriju zapaljivih tečnosti.
ANNM često služi kao pojačivač (booster) – punjenje koje se koristi da bi se glavna eksplozivna punjenja detonirala, u slučajevima kada glavna punjenja nisu dovoljno osetljiva da bi eksplodirala direktno putem detonatorske kapisle. Za glavna punjenja često se koriste druge varijante ANFO-a.

## ANNMAl
ANNMAl je sličan eksploziv kao ANNM, ali sa dodatkom aluminijumskog praha, koji povećava osetljivost i brizantnost. Dodatna prednost je smanjenje cene u poređenju sa ANNM-om, koji sadrži mnogo skuplji nitrometan. Jedan od mogućih odnosa mešavine je 70:24:6.

## PNNM/PNNMAl
Ovo je ista smeša, sa razlikom u tome što je amonijum-nitrat zamenjen kalijum-nitratom. Prednost je manja higroskopičnost, ali je snaga nešto manja u poređenju sa ANNM/ANNMAl.

## Detonacija ANNM-a
ANNM nije primarni eksploziv, što znači da se ne može detonirati vatrom. Da bi ANNM bio upotrebljen kao eksploziv, potreban je drugi eksploziv za njegovo paljenje. Teroristi često koriste opasan i osetljiv aceton-peroksid za tu svrhu, jer se relativno lako može pripremiti.